# Денікон
Денікон (нім. Dänikon) — громада  в Швейцарії в кантоні Цюрих, округ Дільсдорф.

## Географія
Громада розташована на відстані близько 95 км на північний схід від Берна, 13 км на північний захід від Цюриха.
Денікон має площу 2,9 км², з яких на 18,9% дозволяється будівництво (житлове та будівництво доріг), 47,3% використовуються в сільськогосподарських цілях, 31,7% зайнято лісами, 2,1% не є продуктивними (річки, льодовики або гори).

## Демографія
2019 року в громаді мешкало 1861 особа (-2,6% порівняно з 2010 роком), іноземців було 26,8%. Густота населення становила 648 осіб/км².
За віковим діапазоном населення розподілялося таким чином: 21,8% — особи молодші 20 років, 63,2% — особи у віці 20—64 років, 15% — особи у віці 65 років та старші. Було 766 помешкань (у середньому 2,4 особи в помешканні).
Із загальної кількості 434 працюючих 69 було зайнятих в первинному секторі, 191 — в обробній промисловості, 174 — в галузі послуг.